# Издательство Московского университета
Издательство Московского государственного университета имени М. В. Ломоносова — советское и российское университетское издательство.

## История
Ведёт свою историю от Типографии Московского университета, основанной по сенатскому указу 5 (16) марта 1756 и открытой 26 апреля (7 мая) 1756.
В 1924 году на основе национализированной в 1917 году Типографии Московского университета было создано издательство Ассоциации научно-исследовательских институтов при физико-математическом факультете 1-го МГУ. А 27 ноября 1925 года создаётся Издательство 1-го МГУ.
В сентябре 1981 года в Москве открылся магазин «Университетская книжная лавка» который стал опорным пунктом Издательства Московского университета.
В 1990-е годы коллектив сотрудников составлял около 50 человек, из которых членами редакции являлись около 25. До 1994 года структурно и финансово издательство являлось частью Московского университета, затем перешло на хозяйственный расчёт и стало самостоятельно издавать выпуски журналов «Вестник Московского университета».
14 мая 2015 года ректор МГУ имени М. В. Ломоносова В. А. Садовничий подписал указ, согласно которому в срок до 31 августа 2015 года «с целью оптимизации структуры МГУ» издательство и типография Московского государственного университета должны были быть упразднены, а взамен них создан «в структуре Московского университета Издательский Дом (Типография) МГУ».

## Деятельность
Издаёт книги и брошюры по всем представленным в университете научных направлениям. За период с 1981 по 2005 год издательство выпустило 13072 книги тиражом 39 121 900 экземпляров. В 1978 было выпущено 425 книг и брошюр тиражом более 2,3 млн. экз. По состоянию на 1982 год издавалось 18 серий журнала «Вестник Московского университета». По состоянию на 2014 год было выпущено 26 серий «Вестника Московского университета», а также «напечатано несколько журналов и 90 книг, из них 31 учебное издание и 59 научных», общий тираж каждой из которых составил «несколько сотен экземпляров». Также издаётся «Бюллетень Московского общества испытателей природы», являющийся старейшим российским научным журналом по естествознанию.

## Награды
- Орден «Знак Почёта» (1981)[6]